# Ectropis breta
Ectropis breta är en fjärilsart som beskrevs av Swinhoe 1889. Ectropis breta ingår i släktet Ectropis och familjen mätare. Inga underarter finns listade i Catalogue of Life.